# Fritz Dorls

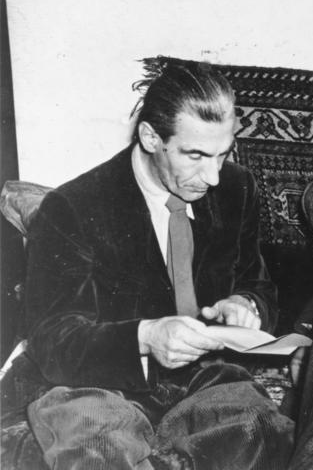
Fritz Dorls (1952)

Fritz Dorls (* 9. September 1910 in Brilon; † 25. Januar 1995 in Opponitz, Niederösterreich) war ein rechtsextremer deutscher Politiker (DKP-DRP, dann SRP). Er war Vorsitzender der 1952 verbotenen nationalsozialistisch ausgerichteten SRP.

## Vorkriegszeit
Nach dem Studium der Geschichte und der Promotion arbeitete Dorls als Land- und Forstwirt auf dem väterlichen Gut. Zum 1. Juli 1929 trat er der NSDAP bei (Mitgliedsnummer 141.822). Ferner war er SA-Mitglied. Trotz starker Sympathien für den „nationalen Sozialismus“ von Otto Strasser blieb er Parteimitglied, als Strasser mit mehreren tausend Anhängern 1930/31 die NSDAP verließ.
Nach dem Kriegsdienst (1939–1945) während des Zweiten Weltkrieges war er ab März 1945 Geschichtslehrer an der DAF-Reichsschule in Erwitte. Im Mai 1945 wurde er verhaftet und anschließend im britischen CIC 5 Staumühle interniert.

## Politische Tätigkeit bis 1949
Nach seiner Freilassung 1946 trat Dorls der CDU bei und wurde 1947 Schriftleiter des Parteiblattes Niedersächsische Rundschau. Im Frühjahr 1949 gründete er mit Justus Krause, Gerhard Krüger, Joachim von Ostau und Franz Richter (alias Fritz Rößler) die Gemeinschaft unabhängiger Deutscher (GuD), die zur Bundestagswahl ein Wahlbündnis mit der DKP-DRP in Niedersachsen schloss und so in den Deutschen Bundestag einzog. Auch Dorls wurde Abgeordneter. Nach der Wahl schloss sich die GuD der DKP-DRP dann auch organisatorisch an. Bereits am 2. Oktober 1949 wurde Dorls gemeinsam mit Krüger und Otto Ernst Remer aus der DKP-DRP ausgeschlossen und gründete am selben Tag mit diesen sowie Bernhard Gericke und Wolf Graf von Westarp die Sozialistische Reichspartei (SRP), deren Vorsitzender er bis zum Parteiverbot durch das Bundesverfassungsgericht am 23. Oktober 1952 war.

## Tätigkeit als SRP-Vorsitzender
Im März 1950 versuchte Dorls über Kontakte zu Franz Richter, Walter Kniggendorf und Johann Guth, die DRP zu spalten, um ganze Kreisverbände zum Übertritt in die SRP zu bewegen. Dieses Vorhaben scheiterte jedoch, weil nach Bekanntwerden dieser Aktion Kniggendorf und Guth aus der DRP ausgeschlossen wurden und Richter seine Parteiämter niederlegen musste. Etwa zur selben Zeit versuchte er, den neofaschistischen Flügel der NDP unter Karl-Heinz Priester, der sich der Vereinigung mit der DKP-DRP zur DRP verweigert hatte, in die SRP zu überführen. Aber auch dieser Plan scheiterte, wohl aufgrund persönlicher Animositäten zwischen Dorls und Priester. Trotzdem gelang es, einen Großteil der Aktivisten dieses NDP-Flügels zum Übertritt in die SRP zu bewegen. Im Sommer 1951 scheiterte ein Versuch von Dorls, Richter und dem WAV-Vorsitzenden Alfred Loritz, SRP und WAV zu fusionieren, an den WAV-Bundestagsabgeordneten. Dorls verließ daraufhin die WAV-Gruppe im Bundestag, der er sich vorübergehend zur Fusionsvorbereitung angeschlossen hatte, am 26. September 1951 wieder.
Am 6. Mai 1951 wurde Dorls Landtagsabgeordneter der 2. Wahlperiode des Niedersächsischen Landtages und dort am 13. Juli 1951 SRP-Fraktionsvorsitzender, legte dieses Mandat jedoch bereits zum 31. Dezember 1951 wegen Arbeitsüberlastung nieder.

## Tätigkeit nach dem SRP-Verbot
Durch das Parteiverbot verlor Dorls auch sein Bundestagsmandat und die damit verbundene politische Immunität. Um seiner Verhaftung zu entgehen, floh er ins Ausland. 1953 trat Dorls in die von Otto Skorzeny geleitete Madrider Vertretung von Herbert Luchts Firma Cominbel ein. Seit 1954 hielt er sich in Ägypten auf. Zu dieser Zeit wurde Dorls wegen verschiedener strafbarer Handlungen von zwei Staatsanwaltschaften gesucht. Wie sich später herausstellte, war Dorls in dieser Zeit auch für den deutschen Verfassungsschutz in Ägypten tätig. Bei seiner Rückkehr in die Bundesrepublik Deutschland wurde er 1955 verhaftet und 1957 wegen Rädelsführerschaft in einer verfassungsfeindlichen Organisation, Beleidigung Konrad Adenauers als „Sowjetzonenmachthaber“ sowie Betrugs zu 14 Monaten Gefängnis verurteilt. Das Urteil wurde 1964 revidiert und auf sieben Monate Haft herabgesetzt, die durch die Untersuchungshaft bereits abgegolten waren.
Alle Versuche Dorls’, noch vor dem Verbot eine SRP-Nachfolgeorganisation zu schaffen, wurden entweder frühzeitig bekannt oder direkt verhindert. Auch der mit der Deutschen Gemeinschaft (DG) abgestimmte Wahlantritt von ehemaligen SRP-Mitgliedern in Nordrhein-Westfalen (und Hessen) zu den Kommunalwahlen 1952 endete mit dem Verbot dieser DG-Wahllisten, ebenso das Auftreten als freie Wählergemeinschaften in Niedersachsen. Daraufhin wurde die Kooperation mit der DG eingestellt, was diese aber nicht davon abhielt, nunmehr vor allem in Niedersachsen gezielt ehemalige SRP-Mitglieder zu umwerben. Ein letzter Versuch mit dem Kreis um den ehemaligen Vorsitzenden der Wirtschaftlichen Aufbau-Vereinigung, Alfred Loritz, als Deutsche Aufbauvereinigung zur BTW in Niedersachsen und Hessen anzutreten, endete, obwohl Dorls wieder erfolgreich als Redner auftrat, mit dem letztendlichen Wahlverzicht der DAV, da es nicht gelang, erfolgversprechende Direktkandidaten aufzustellen, und somit eine Kandidatur in nur zwei Bundesländern angesichts einer bundesweit geltenden 5%-Klausel keinerlei Aussicht auf Erfolg gehabt hätte.
Dorls stellte daraufhin seine Bemühungen um die Schaffung einer neuen neofaschistischen Wahlpartei ein. Er beteiligte sich in den 1960er Jahren auch nicht an der Bildung der NPD, weil ihm deren Protagonisten wie Adolf von Thadden nicht revolutionär genug erschienen. Noch bis in die 1980er Jahre war er Autor in den rechtsextremen Unabhängigen Nachrichten.